# 錫蘇山
78°07′52″S 86°14′20″W / 78.1311°S 86.2388°W

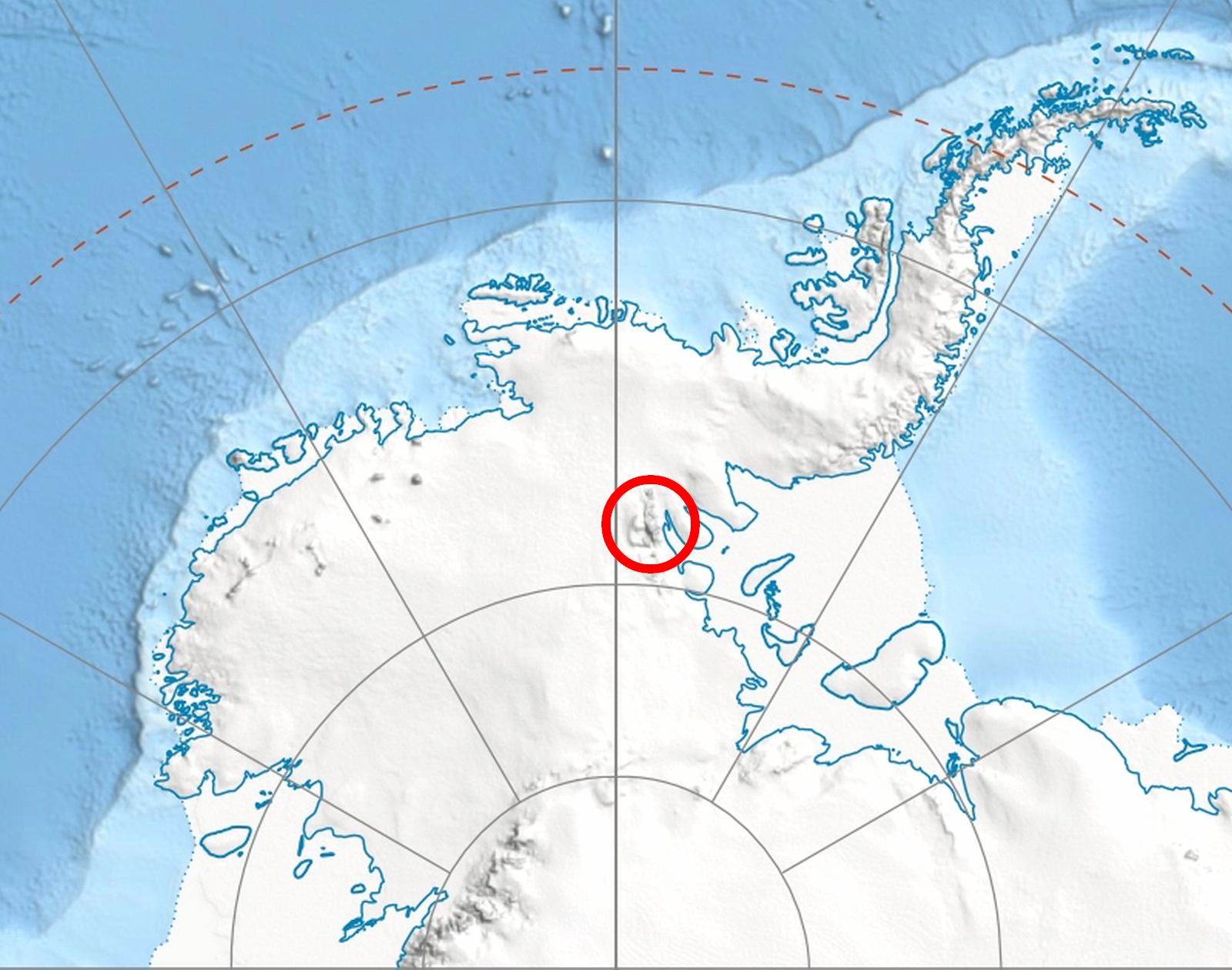

錫蘇山是南極洲的山峰，位於埃爾斯沃思地，屬於埃爾斯沃思山脈中森蒂納爾嶺的一部分，海拔高度4,300米，現時由南極條約體系管理。